# بوركس فالس (أونتاريو)
بوركس فالس (بالإنجليزية: Burk's Falls, Ontario) هي قرية تقع في كندا في أونتاريو. يقدر عدد سكانها بـ 967 نسمة .